# Mike Parkes
Michael Johnson "Mike" Parkes, född 24 september 1931 i Richmond i England, död 28 augusti 1977 i Turin i Italien, var en brittisk racerförare.

## Racingkarriär
Parkes debuterade i formel 1 för David Fry i Storbritannien 1959 men kvalificerade sig inte. Han tävlade sedan för Ferrari under slutet av 1960-talet. Parkes vann två race utanför mästerskapet, men inget VM-lopp. Han lyckades dock ta en pole position och komma på pallen i två F1-deltävlingar. Parkes dog i en trafikolycka i Turin 1977.

## F1-karriär
| Säsong | Stall/Tillverkare | Poäng | Placering |
| ------ | ----------------- | ----- | --------- |
| 1959   | Fry-Climax        | 0     | –         |
| 1966   | Ferrari           | 12    | 8         |
| 1967   | Ferrari           | 2     | 16        |

| 1. Frankrike 1966 2. Italien 1966 | 1. Italien 1966 |